# Jackie Gleason
Jackie Gleason (voluit: John Herbert Gleason) (New York, 26 februari 1916 – Lauderhill, Florida, 24 juni 1987) was een Amerikaanse acteur, komediant en musicus.
Gleason speelde onder meer Ralph Kramden in de door hemzelf bedachte televisieserie The Honeymooners, waarvoor hij tevens de muziek componeerde en dirigeerde. Deze serie vormde in de jaren negentig de basis voor de Nederlandse komedieserie Toen was geluk heel gewoon.
Hij werd in 1962 genomineerd voor een Oscar voor zijn bijrol als Minnesota Fats in de dramafilm The Hustler. Daarnaast werd hij drie keer genomineerd voor een Golden Globe, vier keer voor een Primetime Emmy Award en won hij daadwerkelijk een Peabody Award in 1956 (gedeeld met Perry Como) en een National Board of Review Award in 1961 (voor The Hustler). In 1960 kreeg hij een ster op de Hollywood Walk of Fame.
Gleason was drie keer gehuwd. Hij stierf aan darmkanker.
- Bibsys: 6067347
- Biblioteca Nacional de España: XX1077487
- Bibliothèque nationale de France: cb138945334 (data)
- Gemeinsame Normdatei: 134598172
- International Standard Name Identifier: 0000 0000 7357 3353
- Library of Congress Control Number: n85078859
- MusicBrainz: c6d1f982-ed7a-40a8-bfa2-5a1342376636
- Nationale Bibliotheek van Tsjechië: xx0160428
- Nationale bibliotheek van Australië: 35559176
- Nationale Bibliotheek van Israël: 987007341507705171
- Nationale Bibliotheek van Polen: a0000001880122
- Nederlandse Thesaurus van Auteursnamen: 235685380
- Réseau des bibliothèques de Suisse occidentale: 02-A024480405
- SNAC: w6gq7sk6
- Système universitaire de documentation: 182321908
- Trove: 995704
- Virtual International Authority File: 22327344
- WorldCat: E39PBJwHjhRhgMYQvgCbWDkYyd